# Ipcărigea
Ipcărigea (Gypsophila paniculata) este o plantă erbacee din familia Caryophyllaceae, răspândită în zonele nisipoase și cunoscută sub mai multe denumiri populare: gipsărița, floarea miresei, ipsărița, ciuin.

## Descriere
Plantă erbacee, vivace, perenă, înaltă de 60–90 cm, tulpina ramificată de la bază, flori albe și uneori roz, cu caliciu tubulos iar fructul, o capsulă cu semințe turtite de culoare brun închis. Partea subterană este formată dintr-un rizom gros de până la 8 cm, cu numeroase rădăcini cilindrice, lungi de până la 1,2 m. Crește spontan în locuri nisipoase, însorite, în zonele de câmpie din sudul țării.
În scopuri medicinale se utilizează rădăcinile și rizomii recoltați din august până înainte de primul îngheț.

## Componenți principali
Saponozide de natură triterpenică al căror aglicon este gipsogenina alături de zaharuri, ulei volatil, substanțe grase, săruri minerale.

## Proprietăți
- acțiune depurativă și expectorantă
- diuretic
- cicatrizant

## Indicații
Planta este folosita ca expentorant și gargare în tratarea faringitelor granuloase.